# Sidzsung
Sidzsung (hangul: 시중군, Sidzsung-kun, handzsa: 時中郡, RR: Sijung-kun, ’időközép’) megye Észak-Koreában, Csagang (Chagang) tartományban.
1952-ben hozták létre Manpho (Manp'o) város és Csanggang (Changgang) megye egyes falvaiból.

## Földrajza
Északkeletről Csanggang (Changgang) megye, északnyugatról Manpho (Manp'o) városa, délnyugatról Üvon (Wiwŏn) megye, délkeletről Kanggje (Kanggye) városa határolja.
Legmagasabb pontja a 1355 méter magas Sirubong (시루봉; 시루峰, Sirubong).

## Közigazgatása
1 községből (up (ŭp)) és 14 faluból (ri (ri)) áll:
| - Sidzsung-up (시중읍; 時中邑, Sijung-ŭp) - Ronam-ri (로남리; 魯南里, Ronam-ri) - Rinam-ri (리남리; 吏南里, Rinam-ri) - Szangcshong-ri (상청리; 上淸里, Sangch'ŏng-ri) - Simgü-ri (심귀리; 深貴里, Simgwi-ri) - Ancshan-ri (안찬리; 安贊里, Anch'an-ri) - Jakszu-ri (약수리; 藥水里, Yaksu-ri) - Jonphjong-ri (연평리; 淵坪里, Yŏnp'yŏng-ri) | - Jonghung-ri (영흥리; 永興里, Yŏnghŭng-ri) - Csongin-ri (종인리; 從仁里, Chongin-ri) - Cshonszong-ri (천성리; 天城里, Ch'ŏnsŏng-ri) - Cshondzsang-ri (천장리; 天章里, Ch'ŏnjang-ri) - Phungnjong-ri (풍룡리; 豊龍里, P'ungryong-ri) - Phungcshong-ri (풍청리; 豊淸里, P'ungch'ŏng-ri) - Hungphan-ri (흥판리; 興判里, Hŭngp'an-ri) |

## Gazdaság
Sidzsung (Sijung) megye gazdasága erdőgazdálkodásra, bányászatra, gépiparra, vegyiparra és ruhaiparra épül.

## Oktatás
Sidzsung (Sijung) megye ismeretlen számú iskolának ad otthont.

## Egészségügy
A megye kb. 20 egészségügyi intézménnyel rendelkezik, köztük saját kórházzal.

## Közlekedés
A megye közutakon Manpho (Manp'o) és Kanggje (Kanggye) felől közelíthető meg.